# Probiotik
Probiotik je prehrambeni pripravek ali zdravilo, ki vsebuje takšne žive mikroorganizme, ki imajo blagodejen učinek na gostitelja (človeka). 
Najdlje so v uporabi laktobacili (grampozitivni bacili v mlekarstvu), uporabljajo pa se tudi določene kvasovke. Poleg probiotikov poznamo še prebiotike; med slednje sodijo zlasti vlaknine in druge substance, ki v črevesju omogočajo ustrezno okolje za rast bakterij črevesne flore. Simbiotiki so pripravki, ki vsebujejo tako probiotike kot prebiotike.

## Poimenovanje
Etimološko je izraz probiotik sestavljen iz latinskega predloga pro ("za") in grškega pridevnika βιωτικός ("biotski"). Slednji  izhaja iz samostalnika βίος (bios, "življenje").

## Probiotična živila
Probiotični prehrambeni izdelki vsebujejo mikroorganizme, zlasti iz rodu Lactobacillus in predstavljajo naravno črevesno floro ter preprečujejo razrast patogenih ali oportunističnih bakterij v črevesju. Sodelujejo pri zapletenih presnovnih procesih. Načeloma se v črevesju ne naselijo za stalno in izkazujejo le prehoden učinek.
Med najbolj priljubljenimi probiotičnimi živili so probiotični jogurti. Le-te izdelujejo na različne načine; običajno dodajo probiotične seve bakterij šele na koncu proizvodnje jogurta (ko je mlečnokislinska fermentacija že potekla v prisotnosti primarnih bakterij). Nekateri sevi probiotičnih bakterij lahko sami povzročijo želeno fermentacijo mleka in zato primarne bakterije niso potrebne. V zadnjem času se na tržišču pojavljajo novi probiotični izdelki: probiotična skuta, sir in celo klobase, mlečni napitki in namazi s probiotiki ter živila rastlinskega izvora, namenjena predvsem vegetarijancem.
Probiotične bakterije so odpornejše na želodčni sok in žolčne kisline kot druge bakterije in zato preživijo prehod skozi prebavila. Ko dospejo v spodnejše predele črevesja, se tam namnožijo in izkazujejo svoj blagodejni učinek na zdravje. Pri nekaterih vrstah bakterij že obstajajo znanstvene študije, ki potrjujejo učinek, pri večini pa so dokazi še potrebni. Dokazovanje učinka ovira zlasti dejstvo, da je za vsak bakterijski rod potrebna posebna študija.
Dobro proučeni so zlasti učinki probiotikov na:
- pospeševanje presnove laktoze,
- zatiranje patogenih klic v črevesju,
- zaviranje oziroma blaženje driske.

Nekateri učinki se predpostavljajo, a še niso dokazani:
- okrepljena zaščita pred okužbami,
- znižanje holesterola v krvi,
- zaviranje raka na debelem črevesu.

## Probiotična zdravila
Poleg prehrambenih izdelkov, ki jim dodajajo probiotične bakterije, so na tržišču tudi zdravila, ki vsebujejo liofilizirane mikroorganizme. Prehranska dopolnila in zdravila so na trgu v obliki tablet, kapsul, pastil, peroralnih praškov in peroralnih kapljic. Terapevtske indikacije so zelo raznolike, a niso vse znanstveno podkrepljene. Dokazan je pozitiven učinek pri preprečevanju in lajšanju driske.

### Rodovi
V probiotičnih zdravilih se uporabljajo zlasti naslednji rodovi bakterij:
- laktobacili: Lactobacillus acidophilus in Lactobacillus gasseri
- bifidobakterije: Bifidobacterium bifidum, Bifidobacterium lactis, Bifidobacterium infantis in Bifidobacterium longum
- enterokoki: Enterococcus faecalis, Enterococcus faecium
- ešerihije: Escherichia coli Nissle 1917

Pogosto so v določenem zdravilu prisotne mešanice več vrst bakterij.

## Zgodovina probiotikov
Pozitivno vlogo nekaterih bakterij je prvič predstavil ruski znanstvenik in Nobelov nagrajenec Ilja Iljič Mečnikov, ki je v začetku 20. stoletja predlagal, da bi bilo mogoče spremeniti črevesno floro in zamenjati škodljive mikrobe z uporabnimi. Mečnikov, ki je bil v tem času profesor na inštitutu Pasteur v Parizu, je bil mnenja, da je proces staranja rezultat dejavnosti gnitja (proteolitičnih) mikrobov, ki proizvajajo strupene snovi v debelem črevesju. Proteolitične bakterije (kot je klostridija) so del normalne črevesne flore, pri presnovi beljakovin pa proizvajajo strupene snovi (fenoli, indoli, amonijak). Po Mečnikovu naj bi bile te spojine odgovorne za t. i. "črevesne avto-zastrupitve", ki so povzročile fizikalne spremembe povezane s staranjem.
V tistem času je bilo znano, da mlečnokislinska fermentacija zavira rast proteolitičnih bakterij zaradi nizkega pH, ki je posledica fermentacije laktoze. Mečnikov je opazil, da so nekatere populacije podeželskega prebivalstva v Evropi, na primer v Bolgariji in v ruskih stepah, ki so v veliki meri živele od fermentiranega mleka z mlečno-kislinskimi bakterijami, izjemno dolgo živele. Na podlagi teh dejstev je Mečnikov predlagal, da uživanje fermentiranega mleka »zaseje« v črevesju neškodljive mlečnokislinske bakterije in zniža pH črevesnja. To pa onemogoča rast proteolitičnih bakterij. Mečnikov je zato v svojo prehrano uvedel kislo fermentirano mleko z bakterijami, ki jih je imenoval »Bolgarski Bacillus«. Ugotovil je, da mleko koristi njegovemu zdravju. Prijatelji v Parizu so kmalu sledili njegovemu zgledu in zdravniki so začeli predpisovati dieto s kislim mlekom.
Bifidobakterijo je prvič izoliral Henry Tissier, ki je prav tako delal na inštitutu Pasteur. Bifidobakterijo je izoliral iz dojenčka. Izolirana bakterija Bacillus bifidus communis  se je pozneje preimenovala v rod Bifidobacterium. Tissier je ugotovil, da so bifidobakterije prevladujoče v črevesni flori dojenčkov, ki so dojeni. Ugotovil je tudi, da so bifidobakterije koristne pri zdravljenju driske pri dojenčkih, saj naj bi bifidobakterije zamenjale proteolitične bakterije, ki povzročajo drisko.
Med izbruhom griže leta 1917 je nemški profesor Alfred Nissle izoliral sev Escherichie coli iz blata v vojaka, ki ga bolezen ni prizadela. V tistem času so bile zelo potrebne metode zdravljenja nalezljivih bolezni, saj antibiotikov še ni bilo na voljo. Nissle je tako pri zdravljenju akutne gastrointestinalne infekcije s salmonelo in grižo uporabil Escherichio coli sev Nissle 1917.
Leta 1920 je Rettger dokazal, da Mečnikov »Bolgarski Bacillus«, ki je bil kasneje poimenovan Lactobacillus delbrueckii subsp. bulgaricus, ne more živeti v človeškem črevesju. Mečnikovova teorija je bila na tej stopnji sporna, zato so ljudje dvomili vanjo.
Po Mečnikovovi smrti se je leta 1916 središče dogajanja preselilo v Združene države Amerike. Leta 1935 je bilo za nekatere seve Lactobacillus acidophilus ugotovljeno, da so zelo aktivni, kadar so prisotni v človeškem prebavnem traktu , zato so bili nadaljnje študije izvedene z uporabo te bakterije. Spodbudne rezultate so dobili predvsem pri zdravljenju kroničnega zaprtja.
Izraz "probiotiki" je leta 1953 prvič uvedel Kollath. Nasprotno od antibiotikov so bili probiotiki opredeljeni kot iz mikrobov pridobljeni dejavniki, ki spodbujajo rast drugih mikroorganizmov. Leta 1989 je Roy Fuller predlagal definicijo probiotikov, ki je bolj široko uporabljena: »Probiotiki so živi mikroorganizmi, dodani k hrani, ki ugodno vplivajo na gostitelja z izboljšanjem njegovega črevesnega mikrobnega ravnotežja.« 
V naslednjih desetletjih so kot probiotike predstavili črevesne mlečno kislinske bakterijske vrste Lactobacillus rhamnosus, Lactobacillus casei in Lactobacillus johnsonii, ki naj bi koristno vplivale na naše zdravje.

## Potencialne koristi probiotikov
Klinične raziskave v katerih so proučevali uporabnost probiotičnih terapij kažejo na številne možne koristne rabe probiotikov, vendar so pri mnogih raziskavah na voljo le nepopolni rezultati. Potrebno je poudariti, da opisani učinki niso učinki vseh probiotikov. Nedavne raziskave molekularne biologije in genetike rodu Lactobacillus so se osredotočile na interakcijo z imunskim sistemom, na potencialno antikancerogeno delovanje ter na potencialno uporabo v primerih z antibiotiki povzročene driske, potovalne diareje in driske otrok, vnetja črevesja in sindroma razdražljivega črevesja.
Vsi učinki se lahko pripišejo le posameznemu sevu, ki je bil testiran, ne moremo pa teh učinkov pripisati celotnemu rodu Lactobacillus.

### Probiotiki in laktozna intoleranca
Mlečnokislinske bakterije pretvorijo laktozo v mlečno kislino. Zato bi zaužitje nekaterih aktivnih sevov lahko pomagalo pri laktozni intoleranci posameznikov, tako da bi po zaužitju sevov prenesli več laktoze kot bi jo sicer.

### Preprečevanjerakana debelem črevesju
V laboratorijskih preiskavah so nekateri sevi LAB (Lactobacillus bulgaricus) izkazali antimutagene učinke, ki so verjetno posledica njihove sposobnosti, da se vežejo s heterocikličnimi amini. Heterociklični amini so rakotvorne snovi, ki nastajajo v kuhanem mesu. Študije na glodalcih so pokazale, da lahko nekateri sevi LAB ščitijo pred nastankom raka na debelem črevesju. Podatki o študijah na ljudeh pa so pomanjkljivi in  celo nasprotujoči. V večini študij na ljudeh so ugotovili, da bi testirani sevi lahko imeli antikancerogene učinke zaradi zmanjšanja aktivnosti encima β-glukuronidaze , ki lahko povzroča nastanek rakotvornih snovi v prebavnem traktu. V eni študiji so potrdili nižje tveganje za razvoj raka na debelem črevesju pri ljudeh, ki so uživali veliko fermentiranih mlečnih izdelkov.

#### Možni mehanizmiprotitumornega delovanjaprobiotikov
Na podlagi rezultatov številnih in vitro ter in vivo (na živalih in tudi na človeku) raziskav se probiotikom pripisuje številne zdravju koristne učinke, med drugim tudi preprečevanje raka na debelem črevesu. Mehanizmi tovrstnega delovanja probiotikov še niso v popolnosti pojasnjeni, najverjetneje pa pri preprečevanju razvoja raka ne gre za en sam mehanizem, pač pa za kombinacijo vplivov.
Za prebivalce Evrope je ocenjeno 2 % tveganje za razvoj raka debelega črevesa in danke. Incidenca je visoka predvsem v zahodnem delu, kar pripisujejo prehranjevalnim navadam oziroma uživanju velikih količin maščob in malo vlaknin. Rak debelega črevesa se razvije postopoma zaradi mutacij, aktivacij in delecij onkogenov in tumor supresorskih genov. Možno je, da različni probiotiki delujejo na različnih stopnjah razvoja raka debelega črevesa. Predlagani mehanizmi delovanja probiotikov so stimulacija imunskega odgovora gostitelja, kvantitativne in/ali kvalitativne spremembe v intestinalni mikroflori, sprememba metabolizma črevesne mikroflore, sprememba pogojev v črevesu, sinteza protitumornih snovi, učinki na fiziologijo gostitelja ter vezava in/ali razgradnja karcinogenov.
Probiotiki so imunogeni, zato njihovo redno uživanje aktivira imunski sistem gostitelja. To vodi v supresijo ali regresijo tumorjev tako v črevesju kot izven intestinalnega trakta. Posledica vnetnega imunskega odziva je namreč aktivacija monocitov in makrofagov, ki sproščajo citotoksične snovi, ki lahko lizirajo tumorske celice. Vnetna citokina IL-1 in TNF-α imata citotoksične in citostatične učinke na rakave celice. Poleg tega tudi celice ubijalke delujejo proti tumorskim celicam, njihova aktivnost pa je povečana ob uživanju nekaterih probiotikov. Možno pa je, da je aktiviran imunski odziv vezan le na krajši čas po začetku uporabe probiotikov in se kasneje razvije toleranca.
Bakterije v lumnu intestinalnega trakta izvajajo pretvorbe, ki lahko prevedejo določene snovi v karcinogene produkte. Probiotiki modulirajo črevesno mikrofloro in njen metabolizem vsaj na tri načine: (i) z ostalimi bakterijami mikroflore tekmujejo za življenjski prostor v črevesu, (ii) proizvajajo nekatere protibakterijske snovi, ki zavirajo razmnoževanje ostalih bakterij mikroflore in (iii) sintetizirajo organske kisline, ki nižajo pH lumna črevesa, kar vpliva na encimsko aktivnost. Tako zavirajo prekomeren razrast bakterij, ki lahko proizvajajo karcinogene. V raziskavah je bilo pokazano, na probiotiki vplivajo tudi na metabolno aktivnost črevesne mikroflore. V blatu oseb, ki so uživale probiotike, je bila izmerjena nižja aktivnost nitroreduktaze, azoreduktaze, ureaze in ß-glukuronidaze, torej mikrobnih encimov, ki naj bi bili povezani s sintezo kancerogenih produktov. Preučevana je bila tudi povezava med pojavnostjo raka debelega črevesa in uživanjem hrane, bogate z maščobami. Zaradi tovrstne prehrane naj bi se povečalo izločanje soli žolčnih kislin, ki so potrebne za prebavo maščob. Žolčne kisline se izločajo v tanko črevo in se v njem tudi reabsorbirajo, v manjši meri pa prehajajo v debelo črevo, kjer jih bakterije črevesne mikroflore metabolizirajo do produktov, ki naj bi imeli citotoksičen učinek na epitelijske celice in tako spodbujali njihovo proliferacijo, kar povečuje možnost za razvoj tumorja. Probiotiki naj bi vezali žolčne kisline ali zmanjšali aktivnost encima, udeleženega v bakterijski razgradnji žolčnih kislin, kar zmanjša nastajanje cititoksičnih produktov in s tem nevarnost za razvoj raka. Vpliva probiotikov na črevesno mikrofloro in njen metabolizem pa ne potrjujejo vse raziskave. Po nekaterih podatkih naj bi bila mikroflora precej stabilna in naj se ne bi spreminjala zaradi vnosa probiotikov.
V študijah niso uporabljali le probiotikov, ampak tudi ekstrakte probiotičnega jogurta. Tudi ti so posedovali protitumorsko aktivnost, iz česar so sklepali, da so za tovrstno delovanje odgovorni produkti, ki jih sintetizirajo probiotiki. Bakterije normalne črevesne mikroflore med drugim sintetizirajo tudi kratkoverižne maščobne kisline (SCFA), ki naj bi imele protitumorsko aktivnost. Sinteza SCFA se poveča ob uživanju priobiotikov, saj naj bi bili ti sposobni razgraditi nekatere ogljikove hidrate, ki jih bakterije normalne črevesne mikroflore ne morejo.
Probiotiki vplivajo tudi na delovanje detoksifikacijskih encimov gostitelja; njihovo uživanje povečuje aktivnost glutation-S-transferaze in glutation reduktaze.
Nekatere raziskave so pokazale, da imajo probiotiki antigenotoksično aktivnost. Njihovo uživanje je zmanjšalo poškodbe DNA v debelem črevesu podgan, ki so bile izpostavljene mutagenom. Ti se namreč vežejo na probiotike, predvsem na peptidoglikane in polisaharide celične stene, vezava pa dobro kolerila z zmanjšanjem mutagenosti. Pri tem pa moramo upoštevati, da je vezava reverzibilna in odvisna od pH in ionske moči.
Probiotiki naj bi spreminjali tudi proces diferenciacije tumorskih celic in tako preprečevali razvoj tumorja. V študiji so opazovali rast tumorske celične linije (HT-29) ob prisotnosti probiotikov. Ta je bila v primerjavi s kontrolno skupino zavrta, povečana pa je bila aktivnost specifičnega markerja HT-29 celične diferenciacije, iz česar so sklepali, da so celice vstopile v proces diferenciacije.
Mnogo raziskav podaja dokaze o pozitivnih učinkih probiotikov v preprečevanju raka debelega črevesa, a pri vseh gre za indirektne in ne neposredne eksperimentalne dokaze o supresiji raka debelega črevesa. Nekatere raziskave pa dajejo nasprotujoče rezultate. Zato so potrebne nadaljnjje raziskave in izboljšano razumevanje mehanizmov, preko katerih pride do učinkov, preden lahko upravičimo uporabo probiotikov v preprečevanju rakavih obolenj debelega črevesa.

### Zniževanje holesterola
Študije na živalih so dokazale učinkovitost različnih sevov LAB pri zniževanju ravni holesterola v serumu. LAB naj bi razgrajevali žolč in tako preprečili reabsorpcijo holesterola v kri. Nekatere študije na ljudeh so pokazale, da lahko uživanje fermentiranih mlečnih izdelkov s posebnimi sevi LAB nekoliko zniža skupni in LDL holesterol pri tistih ljudeh, ki so imeli na začetku študije normalno raven holesterola. Potrebne so še nadaljnje raziskave pri hiperlipidemičnih ljudeh.

### Zniževanjekrvnega tlaka
Več manjših kliničnih raziskav je pokazalo, da lahko uživanje fermentiranega mleka z različnimi sevi LAB nekoliko zniža krvni tlak. To naj bi bila posledica ACE inhibitorjem podobnih peptidov,ki nastanejo med fermentacijo.

### Izboljšanje delovanje imunskega sistema in preprečevanjeokužb
Lactobacillus bulgaricus imajo domnevno več pozitivnih učinkov na imunski sistem. Lahko ščitijo pred patogeni s kompetitivno inhibicijo (zaradi kompeticije za rast), obstajajo pa tudi dokazi, da lahko izboljšajo delovanje imunskega sistema s povečanjem produkcije IgA protiteles, povečanjem ali izboljšanjem fagocitoze in tudi s povečanjem deleža limfocitov T in naravnih celic ubijalk. Klinične raziskave so pokazale, da probiotiki zmanjšajo pojavnost okužb dihal  in kariesa pri otrocih. Živila in dodatki z LAB pomagajo pri zdravljenju in preprečevanju akutne diareje ter zmanjšujejo resnost in trajanje rotavirusnih okužb pri otrocih in drisko potnikov pri odraslih.
Leta 2010 izvedene študije so pokazale, da so lahko probiotiki koristni pri preprečevanju sekundarnih okužb, ki so pogost zaplet zdravljenja z antibiotiki.

### Helicobacter pylori
LAB naj bi v kombinaciji s standardnim zdravljenjem pomagali pri zdravljenju okužb z bakterijo Helicobacter pylori, ki povzroča želodčno razjedo pri odraslih.
Na tem področju je potrebno narediti več študij.

### Z antibiotiki povzročena driska
Z antibiotiki povzročena driska je posledica porušenega ravnovesja v mikrobioti debelega črevesja. Sprememba mikrobiote povzroči spremembe v presnovi ogljikovih hidratov, zmanjša se absorpcija maščobnih kislin s kratkimi verigami, posledica pa je osmozna diareja. Druga posledica zdravljenja z antibiotiki, ki prav tako vodi do driske, je prekomerna rast potencialno patogenih mikroorganizmov kot je Clostridium difficile.
Več meta analiz dokazuje, da lahko probiotično zdravljenje zmanjša incidenco in resnost poteka z antibiotiki povzročene driske. Te ugotovitve so bile dokazane z randomiziranimi, dvojno slepimi, s placebom kontroliranimi testiranji.
Učinkovitost probiotikov pri preprečevanju z antibiotiki povzročene driske je odvisno od probiotičnih sevov in od odmerka. Ugotovili so tudi do 50 % zmanjšano pojavnost driske. V študijah niso poročali o stranskih učinkih vendar je potrebna previdnost pri dajanju probiotičnih dodatkov imunsko oslabljenim posameznikom ali bolnikom, ki imajo oslabljeno črevesno pregrado.

### Zmanjšanjevnetja
Za LAB je bilo ugotovljeno, da lahko modulirajo vnetne in preobčutljivostne odzive, kar je vsaj delno posledica regulacije funkcije citokinov. Klinične študije kažejo, da lahko LAB preprečijo ponovne pojave vnetne črevesne bolezni pri odraslih  in izboljšajo alergije na mleko . LAB pa niso učinkoviti pri zdravljenju ekcemov. Nepojasnjeno pa ostaja, kako probiotiki uravnavajo pretirano aktivnost imunskega sistema. Potencialni mehanizem je desenzibilizacija limfocitov T, ki so pomemben sestavni del imunskega sistema.

### Izboljšanje absorpcije mineralov
Probiotični laktobacili pomagajo odpraviti malabsorpcijo mineralov v sledovih, ki se nahajajo predvsem v prehrani, bogati s fitati. To so polnozrnate žitarice, oreški in stročnice.

### Preprečevanje rasti škodljivih bakterij
V študiji so proučevali učinke stresa na črevesno floro pri podganah. Pri podganah, ki so bile krmljene s probiotiki, so opazili manjšo pojavnost zaprtja zaradi škodljivih bakterij v primerjavi s podganami, ki so pile sterilno vodo.

### Sindrom razdražljivega črevesja in kolitis
Za Bifidobacterium infantis 35624 je bilo ugotovljeno, da izboljšajo nekatere simptome sindroma razdražljivega črevesja pri ženskah. Učinkoviti so tudi Lactobacillus plantarum 299v  in Bifidobacterium Animalis DN-173 010 . V treh randomiziranih, dvojno slepih kliničnih raziskavah je bilo dokazano, da je E.coli Nissle 1917 pri preprečevanju ponovnega pojava ulceroznega kolitisa tako učinkovita kot protivnetna, antidiaroična in antimikotična sintezna učinkovina mesalazin.

### Urogenitalne bolezni
Več in vitro študij je pokazalo, da bi lahko probiotiki lajšali okužbe sečil  in bakterijskih infekcij nožnice . Rezultati teh študij niso bili enotni, zato so za potrditev učinkovitosti potrebne še dodatne raziskave.

## Slabosti probiotikov
Probiotiki so lahko v nekaterih posebnih primerih, kot so na primer kritično bolni pacienti, škodljivi. V kliničnih testiranjih, ki jih vodi Dutch Pancreatitis Study Group, so bolnikom z akutnim vnetjem trebušne slinavke dajali mešanico šestih probiotičnih bakterij. Ugotovili so, da se je povečala stopnja smrtnosti bolnikov.
V kliničnem preizkušanju na Univerzi v zahodni Avstraliji so želeli pokazati učinkovitost probiotikov pri zmanjševanju alergij pri otrocih. Dr. Susan Prescott in njeni sodelavci so 178 otrokom v prvih šestih mesecih življenja dajali bodisi probiotik bodisi placebo. Tisti, ki so dobivali probiotike, so bili bolj nagnjeni k preobčutljivosti na alergene.
Nekatere bolnišnice so poročale o zdravljenju septikemije, ki so jo povzročile bakterije vrste Lactobacillus. Septikemijo, potencialno smrtno bolezen, so zdravili pri pacientih z oslabljenim imunskih sistemom, ki so uživali probiotike.
Do sedaj še ni bilo objavljenih dokazov, da bi probiotična dopolnila lahko nadomestila telesu naravno floro. Bakterije v blatu namreč izginejo v nekaj dneh, ko prenehamo jemati probiotične dodatke.
Nedavne študije kažejo, da bi lahko bili probiotični izdelki (jogurti) razlog za trend debelosti. Vendar pa številne študije to izpodbijajo , zato je potrebno narediti več raziskav na tem področju.

## Multiprobiotiki
Nekatere raziskave pričajo o koristi za zdravje, če uživamo več različnih probiotičnih sevov skupaj kot pa enega samega. Človeško črevesje je dom okrog 400-500 vrstam mikrobov, različni sevi pa naseljujejo različne dele črevesja. Študije povezujejo različne seve z določenimi ugodnostmi za zdravje.

## Druga raba probiotikov
Probiotiki se uporabljajo v industriji za povečanje donosa proizvodnje svinjskega in piščančjega mesa.

## Raziskave
Študije o probiotikih kažejo številne koristi.
Študija iz leta 2004 je proučevala imunski sistem študentov, ki so pili mleko ali Actimel. Raziskava je trajala 6 tednov: 3 tedne predavanj in 3 tedne izpitnega obdobja. Testirali so 19 različnih biomarkerjev, vendar so le za dva biomarkerja – večja proizvodnja limfocitov in večja proizvodnja CD56 celic – dokazali, da se bistveno razlikujeta med skupinama. Študija ni bila slepa in kaže na to, da nekateri sevi nimajo nobenega učinka na imunski sistem.
Študija iz leta 2007 na University College Cork na Irskem je pokazala, da je prehrana  s fermentiranim mlekom z bakterijami Lactobacillus preprečila okužbe s salmonelo pri prašičih.
Leta 2007 izvedena klinična študija na Imperial College London je pokazala, da preventivno uživanje probiotične pijače, ki vsebuje Lactobacillus casei DN-114001, Lactobacillus bulgaricus in Streptococcus thermophilus, lahko zmanjša pojavnost z antibiotiki povzročene driske in driske, povezane s Clostridium difficile.
Klinična študija v Maisonneuve-Rosemont Montreal's Hospital je dokazala učinkovitost in varnost dnevnega odmerka Lactobacillus acidophilus CL1285 pri preprečevanju z antibiotki povzročene driske.
Trenutne raziskave se osredotočajo na raziskave molekularne biologije in genomike bakterij vrste Lactobacillus in bifidobakterij. Uporaba sodobnih pristopov omogoča vpogled v evolucijski razvoj bifidobakterij, hkrati pa razkriva genetske funkcije, ki pojasnjujejo prisotnost bifidobakterij v posebnem ekološkem okolju prebavnega trakta.

## Kritike
Nekateri strokovnjaki so skeptični glede učinkovitosti številnih sevov.